# GBU-12 Paveway II
GBU-12 Paveway II — американська авіаційна бомба з лазерним наведенням, створена на базі Mk 82, від неї відрізняється наявністю лазерної системи наведення та крилами для коригування траєкторії польоту. Уведена в експлуатацію у 1976 році, нині стоїть на озброєнні в США та ряді країн НАТО.

## Історія створення
Уперше авіаційні бомби з лазерним наведенням були застосовані у в'єтнамській війні, де показали високу ефективність. Але всі вони мали вагу від 750 фунтів і більше, у той же час війна продемонструвала необхідність використання авіабомб меншого розміру. Оскільки останні мали кращу маневреність і могли ефективніше вражати маломірні та рухомі цілі. Для цього на основі 500-фунтової (227 кг) авіабомби Mk-82 була розроблена GBU-12 Paveway І. Але до початку 1970-х років авіабомби Paveway І застаріли і уже не відповідали вимогам часу. Для їх заміни була розроблена серія авіабомб Paveway ІІ. Перші випробування нових боєприпасів відбулися у 1974 році, а за їх результатами в 1976-у вони були прийняті на озброєння. Серійне виробництво авіабомб Paveway ІІ розпочалося у 1977 році на заводах компанії Raytheon.

## Опис
GBU-12 створена на основі 500-фунтової авіабомби Мk 82 з використанням системи лазерного наведення та крил для коригування траєкторії польоту. У порівнянні із боєприпасами серії Paveway I, нова авіабомба має ряд вдосконалень. У першу чергу значно збільшено чутливість головки самонаведення та збільшено кут її огляду на 30 %, а оптика ГСН і обтічник виконані з пластику, що дозволило знизити їх масу та здешевити виробництво. Захищеність каналу наведення була збільшена шляхом кодування лазерного випромінення. У GBU-10 менший час виходу батареї на робочий режим та більші кути відхилення рулів. Також її транспортування спрощується, завдяки тому, що крила можна скласти.
Лазерна система наведення допомогла GBU-12 досягти високої точності влучання у ціль: максимальне відхилення від точки прицілювання не перевищує 6 метрів. Але вона може бути неефективна при несприятливих погодних умовах, як низька хмарність або туман, також наведення на ціль можна збити за допомогою димової завіси. Тому в листопаді 2005 року компанія Lockheed Martin почала модернізацію авіабомб серії Paveway II шляхом установки нової системи наведення DMLGB (Dual-Mode Laser Guided Bomb), яка поєднує наведення за лазерним променем із супутнико-інерціальною системою наведення. Ця модернізація дозволила GBU-12 вражати цілі за будь-яких погодних умов. Нова модифікація авіабомби отримала назву GBU-49(V)/B.

## Варіанти
GBU-12 має два типи бойових частин:
Mk-82  — стандартна 500-фунтова (227 кг) боєголовка з масою вибухової речовини 87 кг.
BLU-111/B — в цілому ідентична Mk-82, але відрізняється від неї більш товстими стінками та використанням термічно нечутливої вибухівки PBXN-109.
Модифікація GBU-12, в якій наведення за лазерним променем доповнене супутнико-інерціальною системою наведення має позначення GBU-49(V)/B, але більш відомою є неофіційна назва — EGBU-12.

## Бойове застосування
Уперше GBU-12 були застосовані під час війни у Перській затоці, де вони активно використовувалися проти іракської бронетехніки. GBU-12 виявилися відмінним засобом для знищення окопаних танків, значно перевершивши за ефективністю некеровані авіабомби. Нерідко одна GBU-12, яка на той час коштувала $10,000 могла знищити Т-72 вартістю $1,5 млн. Основною причиною її високої ефективності була точність — у ціль влучили 88 % авіабомб. Найчастіше GBU-12 застосовувались бомбардувальниками F-111F, багатоцільовими винищувачами F-15E і штурмовиками A-6. Всього під час війни американські військово-повітряні сили використали 4,493 GBU-12, при цьому більше половини скинутих авіабомб прийшлися на бомбардувальники F-111F.